# Matt Pegg

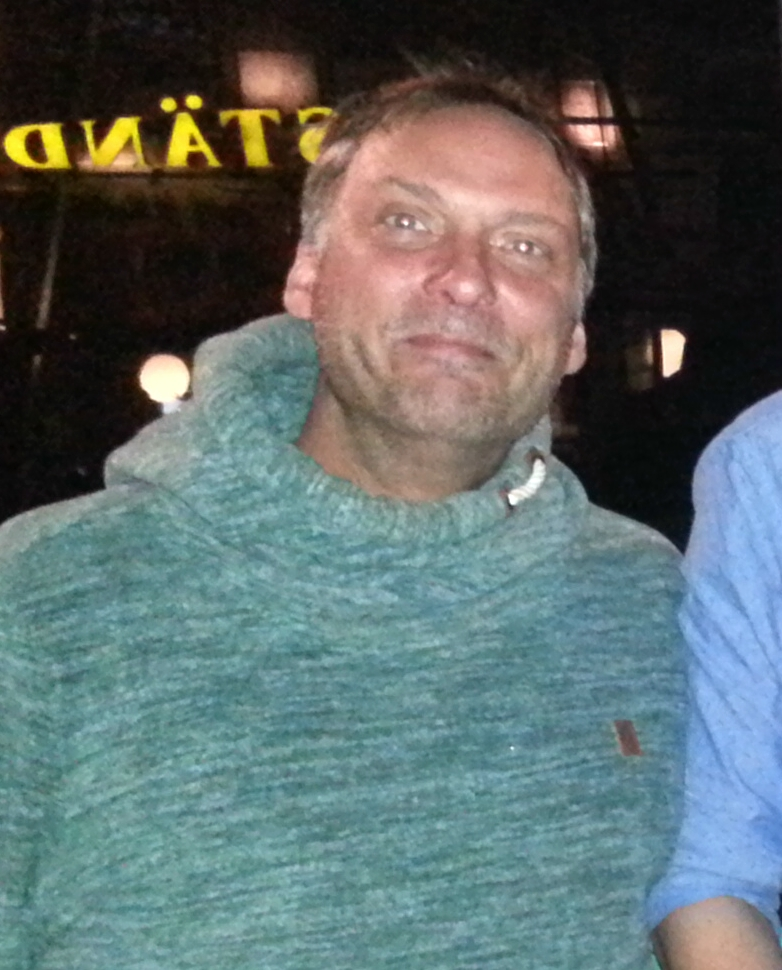
Matt Pegg (2018)

Matt Pegg, vlastním jménem Matthew Pegg (* 27. března 1971 ) je britský baskytarista, syn Dave Pegga, baskytaristy skupin Fairport Convention a Jethro Tull. Je zkušeným hudebníkem, zastupoval otce na turné skupiny Jethro Tull. Nahrával s takovými umělci jako jsou Francis Dunnery, Ian Brown a Chris Difford.
Objevil se na Dunneryho albu Man v roce 2001 a účastnil se jeho turné Hometown.
Od roku 1993 byl členem skupiny Procol Harum; jezdil s nimi po turné a vystupoval na jejich albu The Well's on Fire a DVD Live at the Union Chapel. V současnosti spolupracuje s folk-rockovou skupinou "The Gathering".